# Bettina Würth

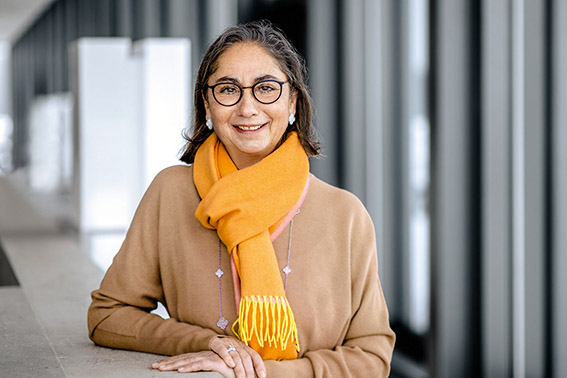
Bettina Würth

Bettina Würth (* 9. Oktober 1961 in Schwäbisch Hall) ist eine deutsch-schweizerische Managerin. Sie ist Ehrenvorsitzende des Beirats der Würth-Gruppe.

## Leben
Bettina Würth ist das zweite von drei Kindern der Unternehmer Carmen und Reinhold Würth. Sie besuchte ein Internat, ging von der Schule nach der elften Klasse mit der mittleren Reife ab und zog nach München.
Bettina Würth ist verheiratet mit dem Schweizer Markus Johannes Baptist Würth, geborener Rusch und vierfache Mutter. Durch ihre Heirat mit Rusch nahm sie zusätzlich zur deutschen Staatsangehörigkeit auch das Schweizer Bürgerrecht an; sie ist heimatberechtigt in Appenzell.
Nach der Schule absolvierte Bettina Würth ein Praktikum in einem Kindergarten im Münchener Stadtviertel Hasenbergl. Ab 1984 stieg sie als Lehrling in das elterliche Unternehmen Würth ein. Nach der Ausbildung zur Industriekauffrau arbeitete sie in verschiedenen Bereichen des elterlichen Unternehmens für Montage- und Befestigungstechnik im In- und Ausland. 1992 bekam sie von ihrem Vater eine Führungsposition und wurde zur Assistentin des Divisionsleiters Holz berufen. Mehrere Stationen in der Firma führten sie in den folgenden Jahren unter anderem nach Spanien und in die Schweiz.
1996 gründete sie zusammen mit ihrer Schwester Marion die Live-Kommunikationsagentur marbet Marion & Bettina Würth GmbH & Co. KG. 1997 übernahm sie den Aufbau der neu gegründete Division Bau in Deutschland. 1998 wurde sie Mitglied der Geschäftsführung der Adolf Würth GmbH & Co. KG. 2001 wurde Würth, damals verantwortlich für Umsatz und Personal in Nord- und Ostdeutschland, Mitglied der Konzernführung der Würth-Gruppe. Im Jahr 2006 übernahm sie von ihrem Vater das Amt der Vorsitzenden des Beirats der Würth-Gruppe. Der Beirat ist das höchste Gremium der Würth-Gruppe (vergleichbar einem Aufsichtsrat) und überwacht die Geschäftsstrategie sowie die Personalplanung, er beruft und entlässt die Geschäftsführung. 2025 übergab sie den Vorsitz an ihren Neffen Sebastian Würth.

## Gesellschaftliches Engagement
Bettina Würth engagiert sich für zahlreiche gemeinnützige Initiativen, vor allem in den Bereichen internationale Verständigung und Förderung von Kindern und Jugendlichen, darunter UNICEF Deutschland.
2006 initiierte sie die nach ihrer im Kindesalter verstorbenen Tochter benannte Freie Schule Anne-Sophie, eine reformpädagogische Privatschule im Künzelsauer Stadtteil Taläcker, 2011 nahm die zweite Freie Schule Anne-Sophie in Berlin ihren Betrieb auf. Beide Schulen sind staatlich anerkannt und beschulen rund 1.000 Schüler (2021). Sie bieten die Primar, Sekundarstufe I und Sekundarstufe II Stufen an. Trägerin ist die gemeinnützige Stiftung Würth.

## Mitgliedschaften
- Präsidium des Bundesverbandes der Deutschen Industrie (BDI)[24]
- Präsidialausschuss der Handelskammer Deutschland-Schweiz[25]
- Präsidium des Wirtschaftsrats der CDU e.V.[26]
- Wirtschaftsbeirat des Goethe-Instituts[27]
- Vorstand von UNICEF Deutschland e.V.[28]
- Vorstand von Stiftung Adolf Würth[29]
- Internatsverein der Schule Schloss Salem
- Kuratorium der Aktion Sühnezeichen Friedensdienste[30]
- Kuratorium der Stiftung Deutsche Krebshilfe[31]
- Kuratorium der Stiftung Kinderland Baden-Württemberg[32]
- Vorstand der St. Galler Stiftung für Internationale Studien[33]
- Mitglied im Wirtschaftsrat des VFL Gummersbach[34]